# Osmay Acosta
Osmay Acosta Méndez Duarte (født 3. april 1985) er en cubansk amatørbokser, som konkurrerer i vægtklassen sværvægt. Acostas største internationale resultat er en bronzemedalje fra Sommer-OL 2008 i Beijing, Kina, og en sølvmedalje fra VM i 2009 i Milano, Italien. Han repræsenterede Cuba under Sommer-OL 2008 hvor han vandt en bronzemedalje.